# Louise-Adéone Drölling
Louise-Adéone Drölling, dite Madame Joubert (de son nom d'épouse), née à Paris le 29 mai 1797 et morte dans la même ville le 20 mars 1834 est une peintre française.

## Biographie
Troisième et dernier enfant de Martin Drölling (1752-1817) et de Louise Élisabeth Belot, son épouse, elle est la sœur du peintre Michel Martin Drölling (1789-1851) et de Marius Drölling (né en 1794). Toute jeune elle servit de modèle à son père, ainsi que son frère Michel-Martin. C'est son père qui va l'encourager à devenir peintre.
En 1819, elle épouse l'architecte Jean-Nicolas Pagnierre de Montel (mort en 1821), et, en secondes noces, Nicolas Roch Joubert (1797-1866).
Elle obtient une médaille d'or au Salon de 1827. Elle fait des portraits et de la peinture de genre, tout comme son père.
Morte à Paris le 20 mars 1834, elle n'a que peu produit.

## Œuvre

### Collections publiques
Australie
- Adélaïde, The Art Gallery of South Australia : (attribution) La Leçon de dessin ou Autoportrait présumé de l’artiste donnant un cours de dessin, vers 1810[3].

États-Unis
- Saint-Louis (Missouri), musée d'Art : Intérieur avec une femme calquant une fleur, Salon de 1827, huile sur toile[4].

France
- Paris :
  - musée de l'Armée : Portrait du général de Lafayette dans le parc du château de La Grange-Bléneau, 1830, huile sur toile[5].
  - musée Carnavalet : (attribution) Intérieur d'artiste, avec vue sur la façade de l'église de Saint-Eustache, rue Jean-Jacques Rousseau, entre 1805 et 1815, huile sur toile[6].

### Salons
- Salon de 1827 : Intérieur avec une femme calquant une fleur, médaille d'or.

Œuvres de ou attribuées à Louise-Adéone Drölling
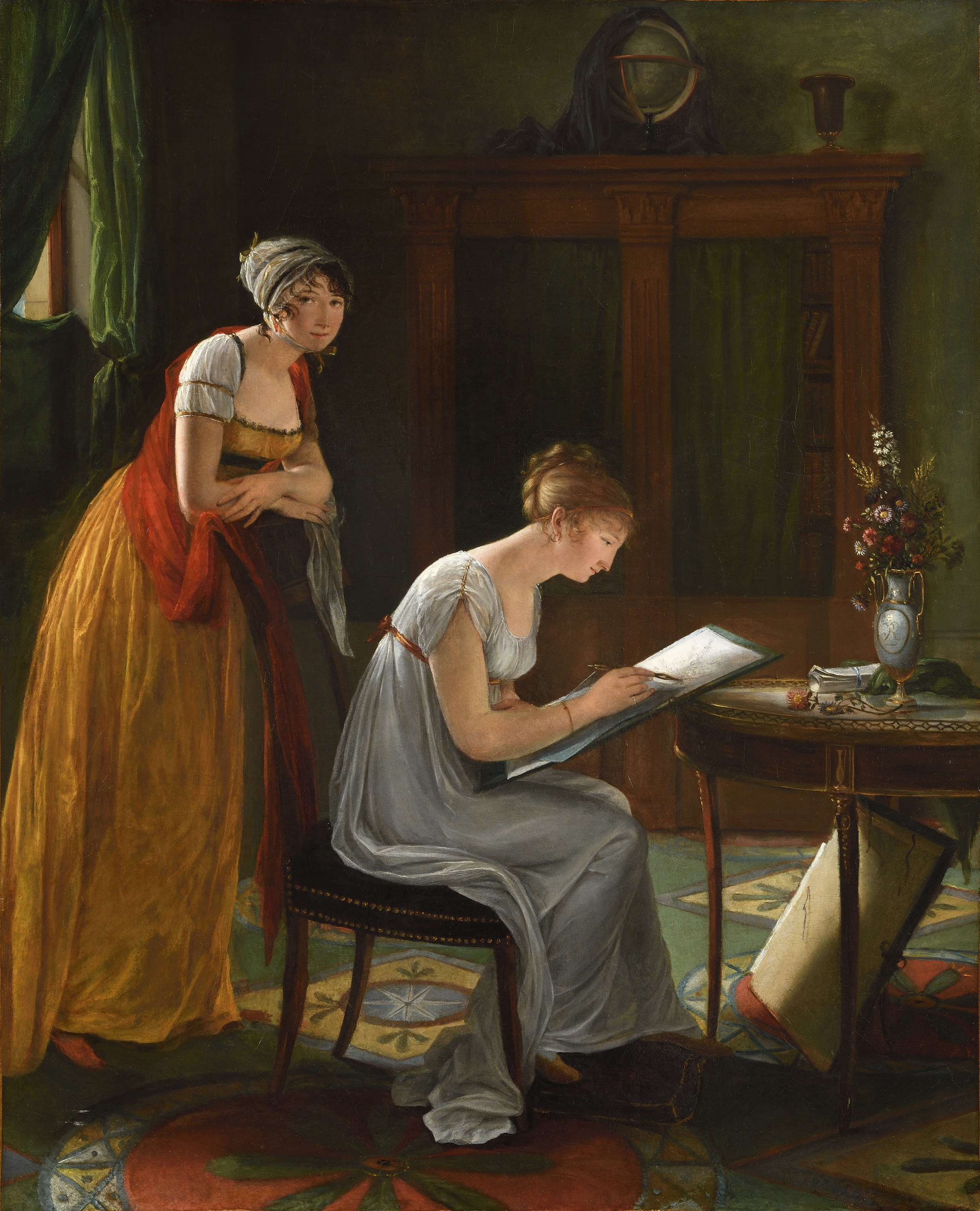
(attribution) La Leçon de dessin ou Autoportrait présumé de l’artiste donnant un cours de dessin (vers 1810), Adélaïde, The Art Gallery of South Australia.
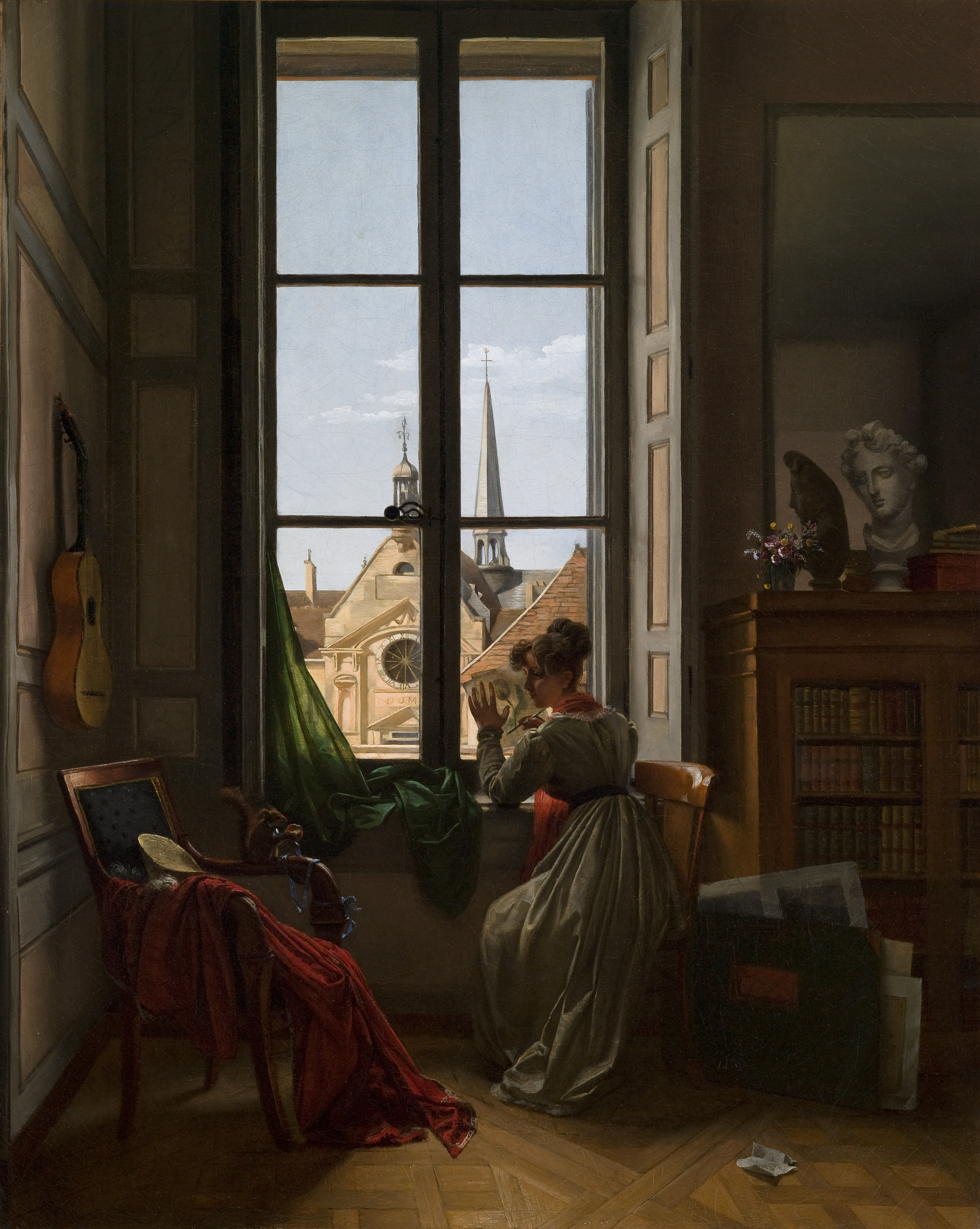
Intérieur avec une femme calquant une fleur (Salon de 1827), musée d'Art de Saint-Louis.
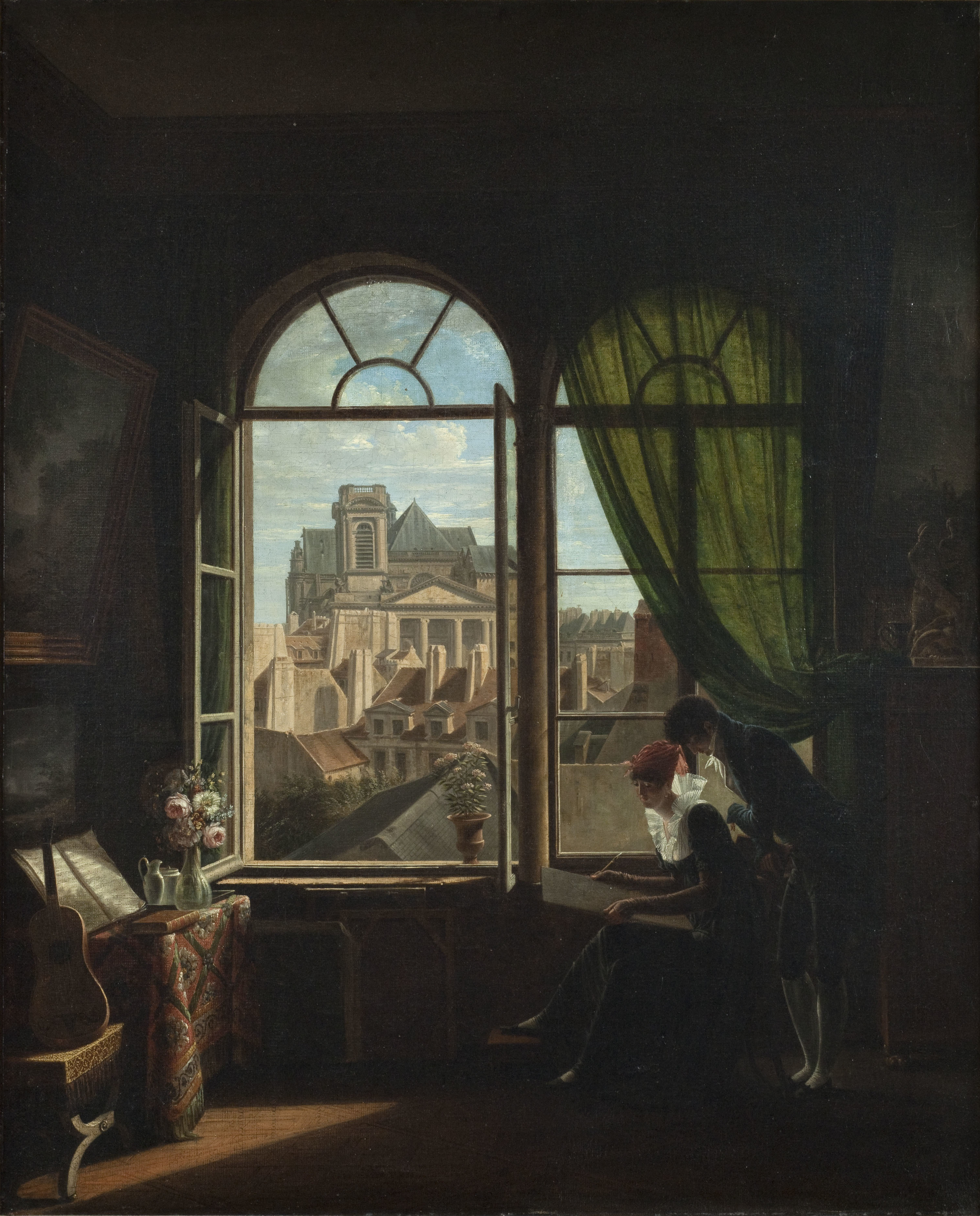
Intérieur d'artiste, avec vue sur la façade de l'église de Saint-Eustache (vers 1815), Paris, musée Carnavalet.
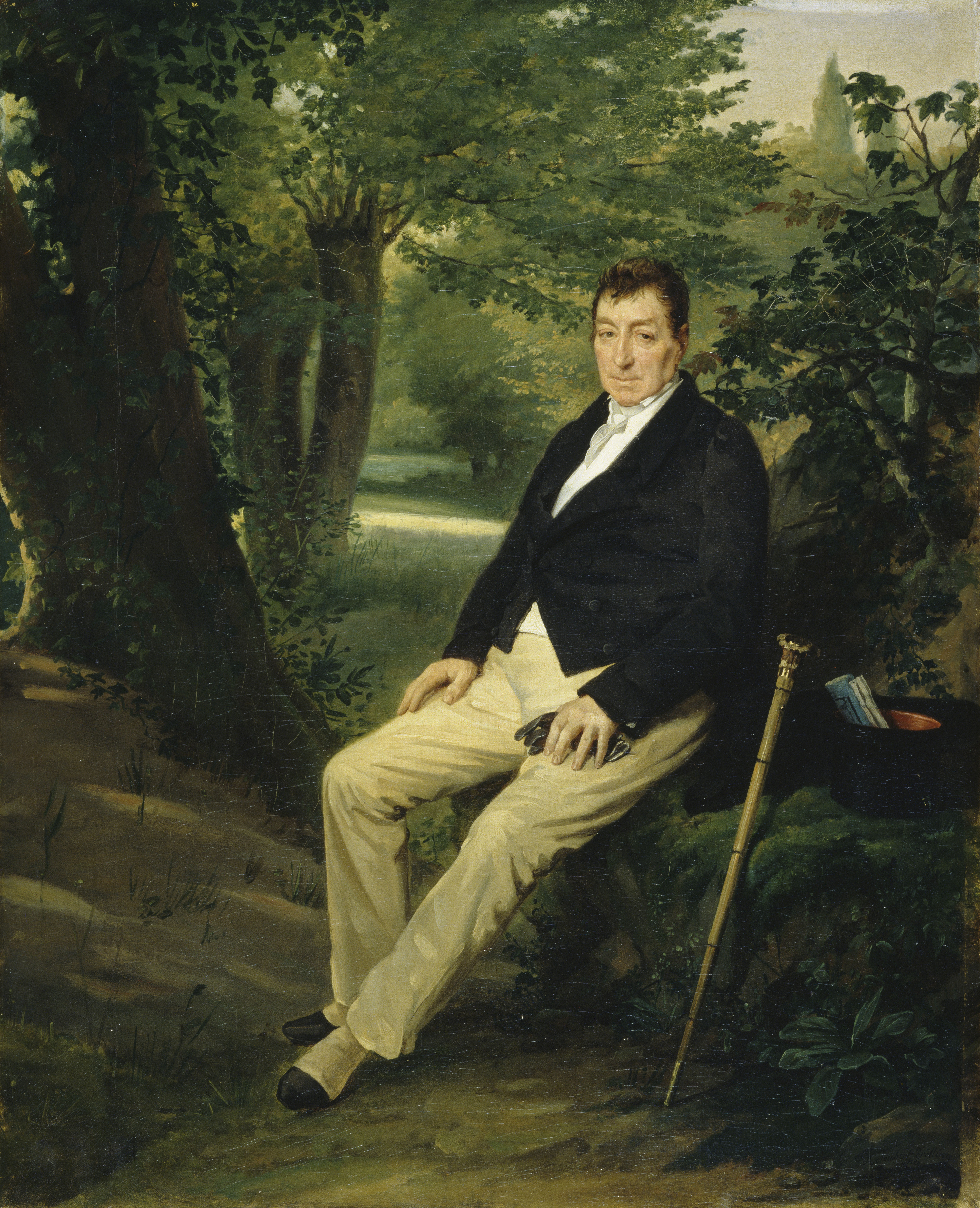
Portrait du général de Lafayette dans le parc du château de La Grange-Bléneau (1830), Paris, musée de l'Armée.

### Iconographie
- Martin Drolling, Portrait de la fille de l'artiste, huile sur toile, Dijon, musée Magnin.
- Martin Drolling, Portrait d'Adéone, 1812, huile sur toile, Strasbourg, musée des Beaux-Arts.